# Adolf Jandorf

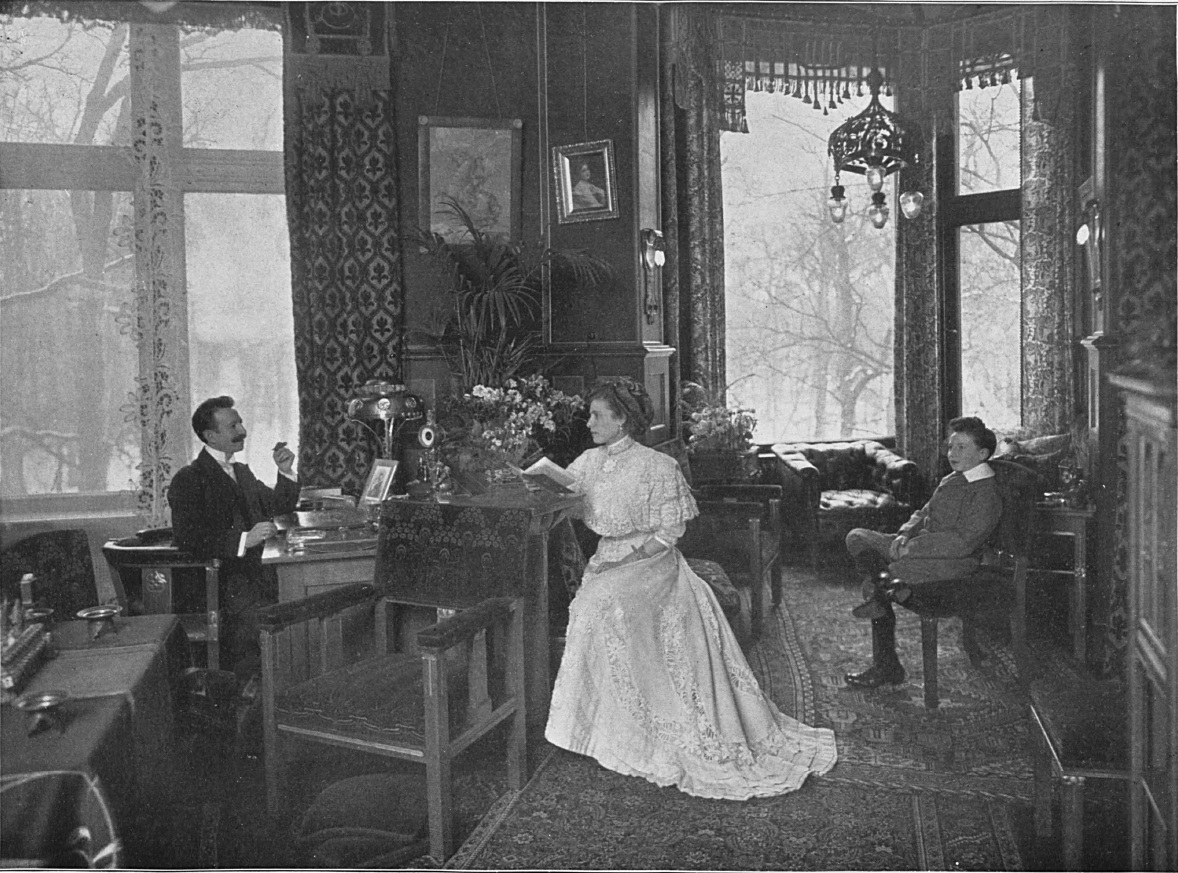
Adolf Jandorf mit seiner Familie, 1908.

Abraham Adolf Jandorf (* 7. Februar 1870 in Hengstfeld; † 12. Januar 1932 in Berlin) war ein deutscher Kaufmann und geschäftsführender Inhaber der Warenhauskette A. Jandorf & Co. Durch seine beständige Anwendung der modernsten Verkaufstechniken stieg er aus einfachen Verhältnissen zu einem der vermögendsten Großkaufleute Deutschlands auf. Mit dem Kaufhaus des Westens (KaDeWe) in Berlin gründete er 1907 eines der heute renommiertesten deutschen Warenhäuser.

## Leben

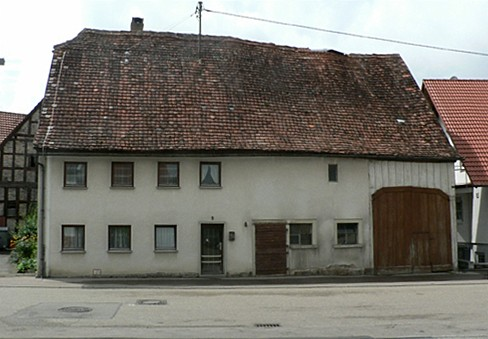
Geburtshaus von Jandorf in Hengstfeld, 2008

### Lehr- und Wanderjahre
Adolf Jandorf entstammte einer armen jüdischen Familie in einem kleinen Dorf auf der Hohenloher Ebene. Er war das zweite von sieben Kindern des Bauern, Metzgers und Viehhändlers Josef Bernhard Jandorf (1840–1913) und dessen Frau Rika, geb. Ansbacher (1843–1899). Nach der Bar Mitzwa und dem Volksschulabschluss machte er von 1884 bis 1887 eine kaufmännische Lehre in einem kleinen Manufakturgeschäft in Bad Mergentheim, eine entbehrungsreiche, mühselige Ausbildung mit einer Sieben-Tage-Arbeitswoche. Im Jahr 1890 ging er in die USA und suchte im Auftrag der Familie seinen ältesten Bruder, Louis, der dorthin ausgewandert war. Trotz fehlender Sprachkenntnisse konnte er ihn bereits nach acht Tagen aufspüren, doch war Louis zu einer Rückkehr nach Deutschland nicht zu bewegen. Während seines Aufenthaltes lernte Adolf Jandorf New Yorks Warenhäuser kennen: Steward, Macy’s und Bloomingdale’s galten als die modernsten Warenhäuser ihrer Zeit.

### Warenhausgründungen in Berlin

#### Am Spittelmarkt
Zu Beginn der 1890er Jahre arbeitete Jandorf in Bremerhaven für das Hamburger Textilhandelsunternehmen M. J. Emden Söhne, einen Handelskonzern, der sowohl auf eigene Rechnung als auch für zahlreiche selbstständige Kaufleute den gemeinsamen Einkauf übernahm. Seine „schnelle […] Auffassungsgabe und leichte […] Anpassungsfähigkeit in seinen geschäftlichen Entschlüssen“ fielen der Geschäftsleitung auf, sodass er 1892 vom Firmenchef Jakob Emden beauftragt wurde, mit 500 Goldmark Vorschuss ein kleines Geschäft in Berlin aufzubauen. Nach sechs Wochen hatte Jandorf am Spittelmarkt, Ecke Leipziger Straße, sein erstes Geschäft eröffnet, einen Laden mit preiswerten Posamentier-, Kurz- und Wollwaren. Entgegen der Absprache gab er das Geschäft auf dem Firmenschild und dem Briefpapier als sein Eigentum aus, nämlich als A. Jandorf & Co., Hamburger Engros Lager. Den unausbleiblichen Konflikt mit Jakob Emden konnte Jandorf mit einer Kündigungsdrohung zu seinen Gunsten wenden. Da jedoch im selben Jahr eine Cholera-Epidemie die Stadt heimsuchte, wirkte sich die Nennung des Standortes Hamburg im Firmennamen auf die Geschäfte verheerend aus. Vor solche Startschwierigkeiten gestellt, verkürzte Jandorf den Firmennamen. Den rettenden Verkaufserfolg brachte ein Ruhekissen mit dem Wunsch Nur ein Viertelstündchen bestickt, das sich mehr als eine Million Mal verkaufte.
1894 heiratete Jandorf Margarete Hirschfeld (* 13. März 1870), kurz darauf folgte die Geburt ihres einzigen Kindes, Harry Jandorf (1896–1981). Jandorf arbeitete den ganzen Tag in seinem Warenhaus vom Einkauf über die Buchhaltung bis hin zur Dekoration. Die Geschäftsentwicklung verlief erfolgreich. Nach kurzer Zeit konnte er das ganze Haus aufkaufen und zu einem Warenhaus mit 300 m² Verkaufsfläche umbauen. Als „Volkswarenhaus“ wollte er mit einfachen, preisgünstigen Waren seine Zielgruppe, das Berliner Proletariat, erreichen.

#### Kreuzberg (1897)
Adolf Jandorf erwarb im Jahr 1893 das Grundstück eines aufgegebenen Damen-Stiftes am Halleschen Tor für 1,975 Millionen Mark, um darauf ein zweites Warenhaus errichten zu können; die steigende Nachfrage machte eine Vergrößerung erforderlich. Wie es scheint, ist aus dieser ersten Lage nichts geworden, denn 1897/98 wurde das nächste Kaufhaus an der Ecke Belle-Alliance-Straße (heute Blücherplatz 3) und Tempelhofer Ufer nach Plänen des Architekten Fritz Flatow errichtet, gegen die Vorbehalte Jakob Emdens. Es hatte zwei Stockwerke mit einer repräsentativen Neobarockfassade und verfügte zunächst über 1500 m²; 1899 erfolgte ein Erweiterungsbau auf dem Nachbargrundstück. Jandorf sollte auch seine weiteren Warenhäuser stets an einer strategisch gut gelegenen Straßenecke platzieren. 1922 ließ er das Gebäude um eine Etage aufstocken, dem Umbau fielen die fünf neobarocken Dachaufsätze und die Dachbalustrade zum Opfer.

#### Friedrichshain und Mitte

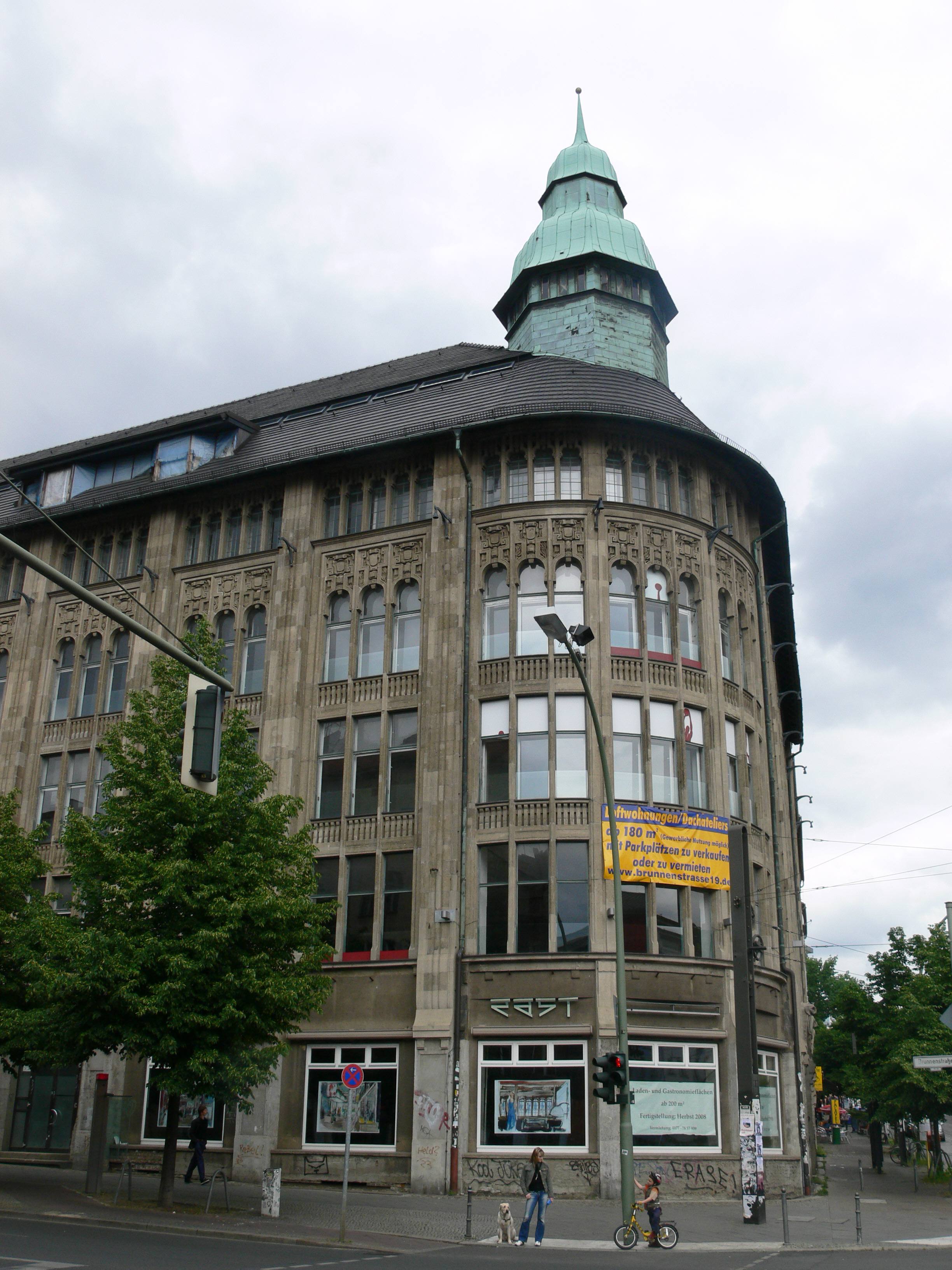
Warenhaus Jandorf, Berlin, Ecke Brunnen-, Veteranenstraße, 2008

Weitere Filialen wurden 1901 in der Großen Frankfurter Straße 113 (heute Karl-Marx-Allee 68), Ecke Andreasstraße sowie 1904 an der Ecke Brunnen- und Veteranenstraße eröffnet. Das Gebäude in der Großen Frankfurter Straße wurde im Zweiten Weltkrieg zerstört, seine Reste verschwanden mit der Neubebauung der Stalinallee.
Das Warenhaus am Weinberg war ein fünfgeschossiger Stahlskelettbau, verblendet mit einer klar strukturierten Natursteinfassade, und konnte im Inneren flexibel gestaltet werden. Die Fassade ist mit Bienen als Symbol des Fleißes und mit Maßwerk im Jugendstil geschmückt. Das Haus überstand den Zweiten Weltkrieg unbeschädigt und diente in der DDR ab 1953 als Institut für Modegestaltung, dem späteren Haus der Mode.

#### Charlottenburg
Sein sechstes Haus ließ Jandorf von 1905 bis 1906 in Charlottenburg an der Wilmersdorfer Straße 115, Ecke Pestalozzistraße durch den Architekten Alfred Lesser errichten. Am Ende des Zweiten Weltkriegs war es teilweise zerstört, Georg Karg von der Warenhauskette Hertie ließ es von 1951 bis 1955 wiederherstellen. Weitere Um- und Anbauten folgten, später befand sich dort eine Filiale von Karstadt.

#### Kreuzberg (1906)
Im Jahr 1906 erwarb Jandorf im Arbeiterbezirk Kreuzberg am Kottbusser Damm 1 ein fertig errichtetes Gebäude für 3,35 Millionen Mark, das von Franz Ahrens entworfen worden war und als erster privater Eisenbetonbau in Berlin gilt, Bauleiter war Siegfried Ascher. Damit gehörte Jandorf zu den zehn größten Warenhausunternehmern Deutschlands.

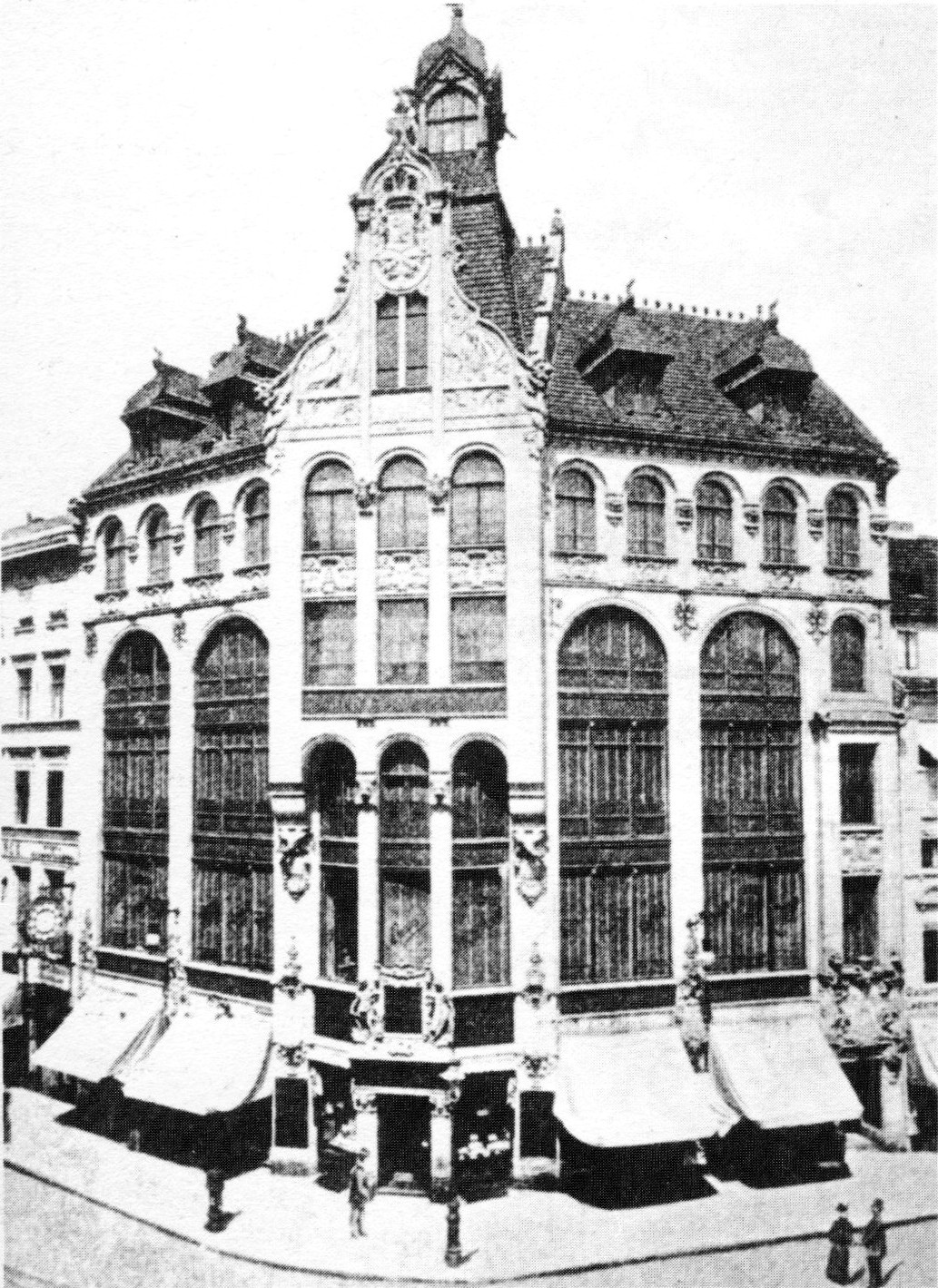
Warenhaus Jandorf am Spittelmarkt, Ecke Leipziger Straße, 1892
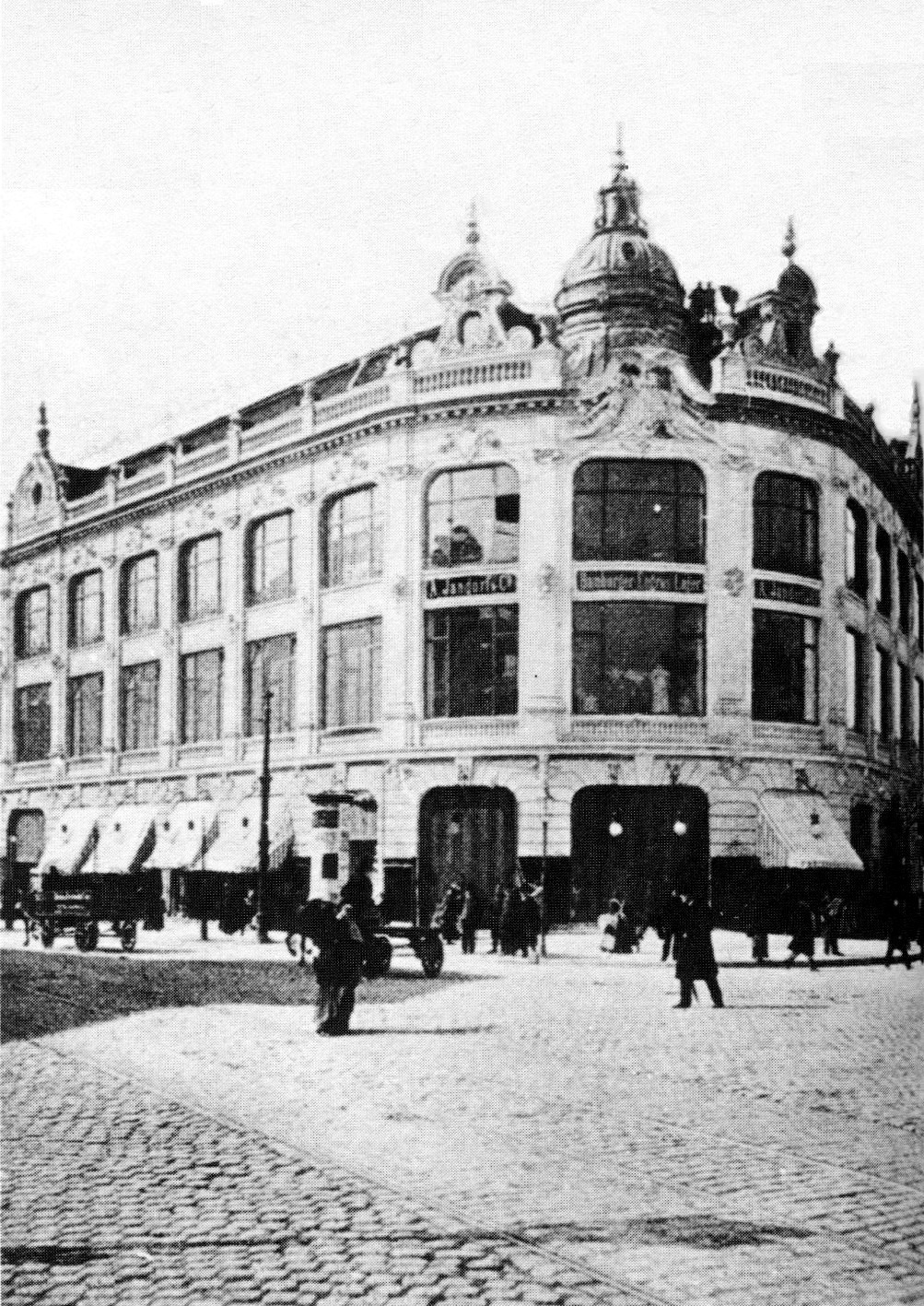
Warenhaus Jandorf an der Belle-Alliance-Straße, Ecke Tempelhofer Ufer, 1898
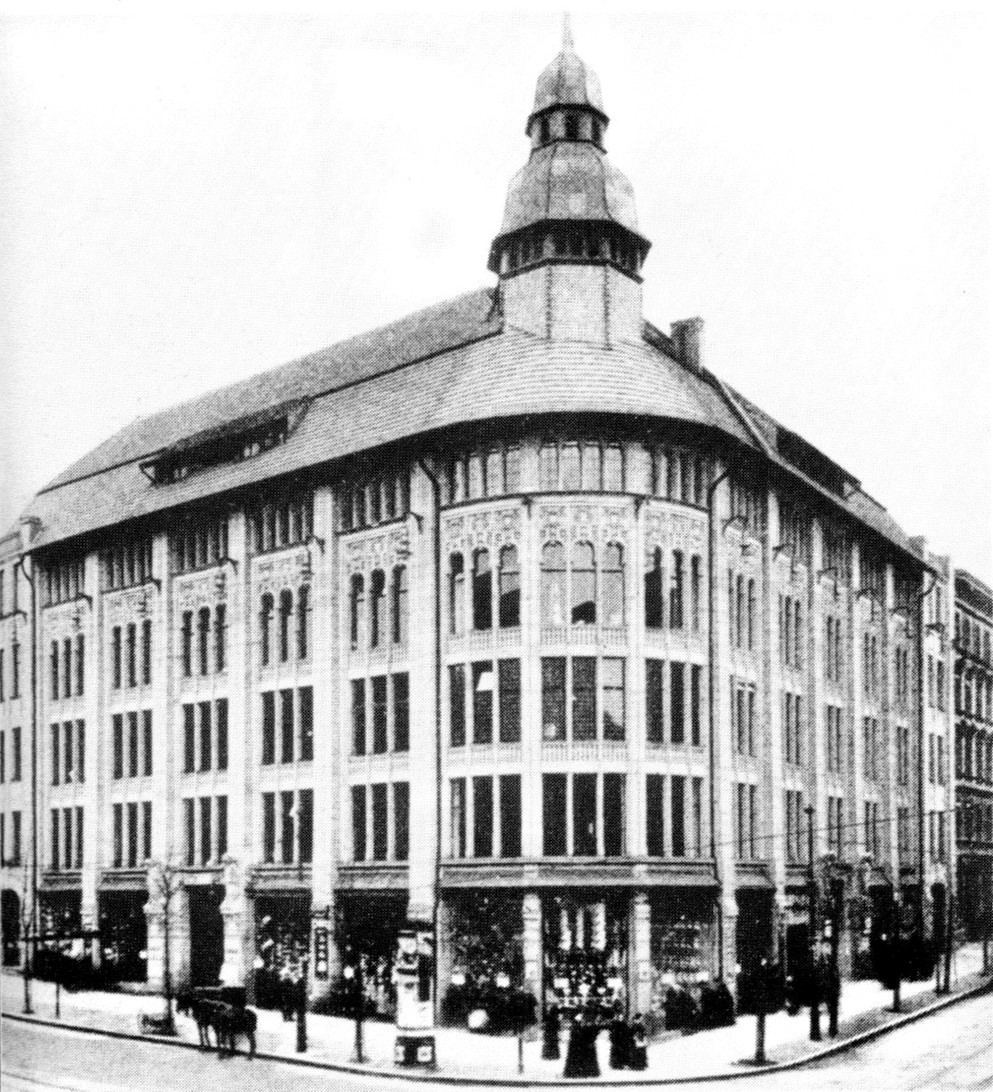
Warenhaus Jandorf, Brunnenstraße, 1904

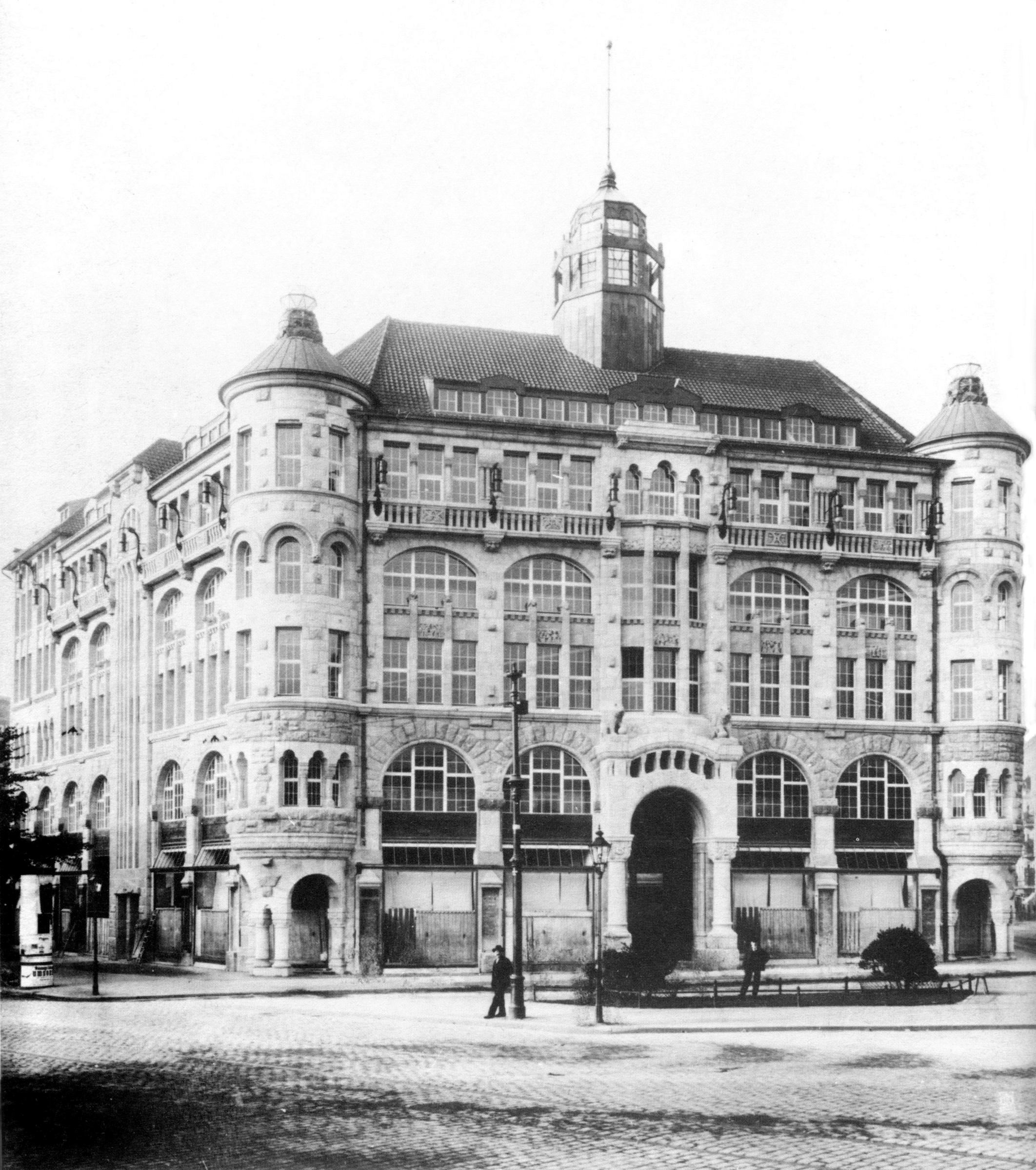
Warenhaus Jandorf, Kottbusser Damm, 1906, Architekt: Franz Ahrens
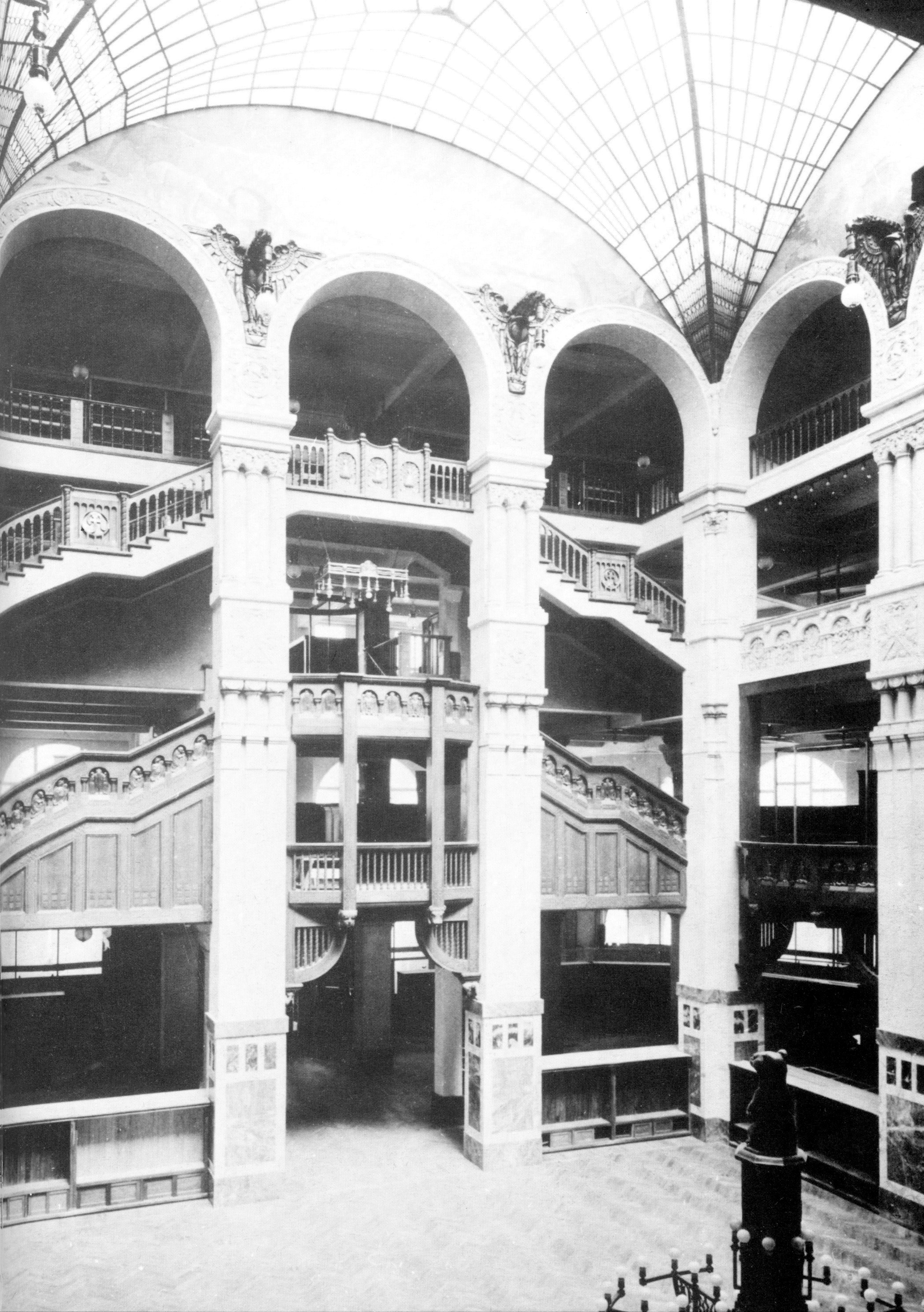
Warenhaus Jandorf, Kottbusser Damm, Lichthof, 1906
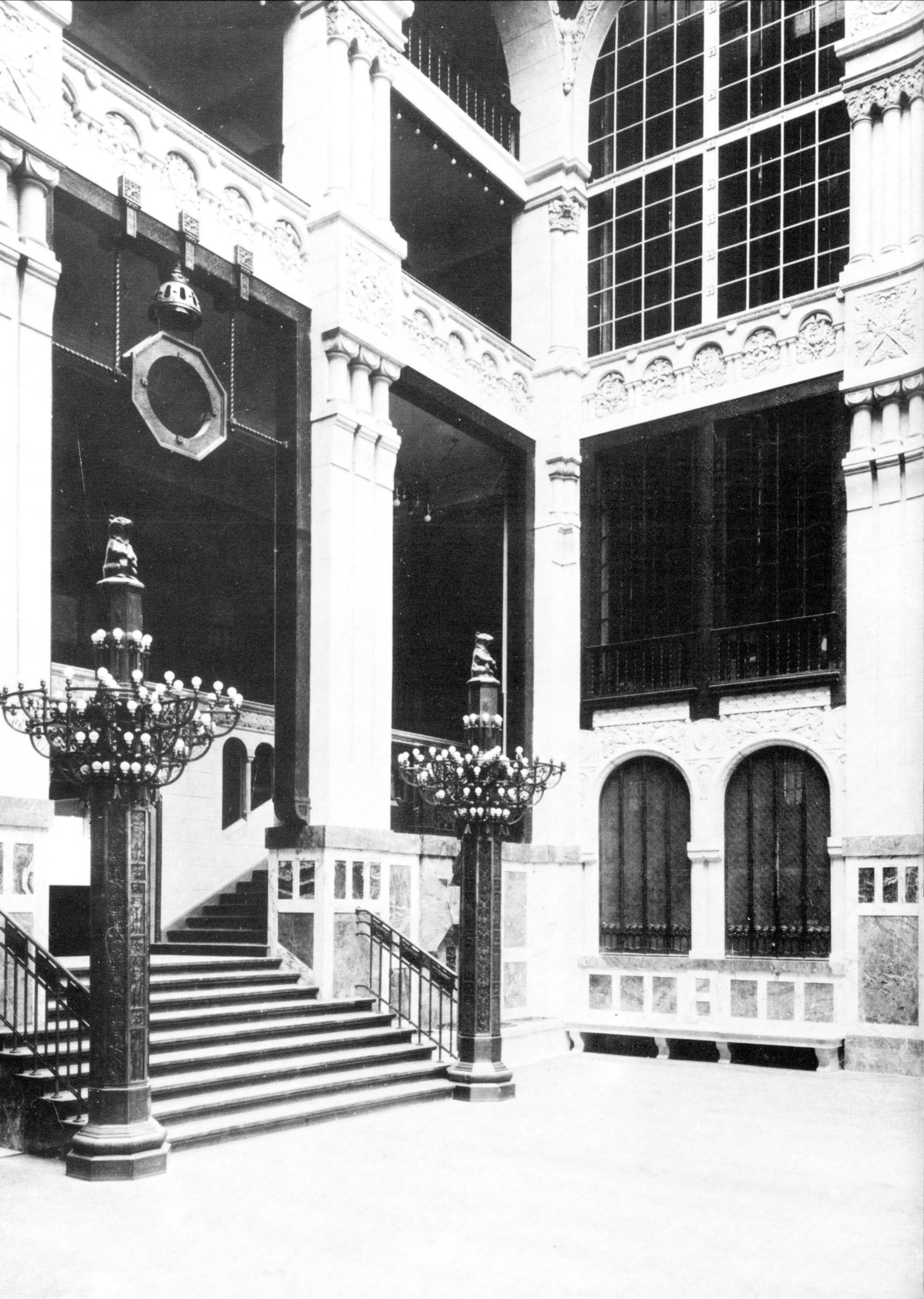
Warenhaus Jandorf, Kottbusser Damm, Lichthof, 1906
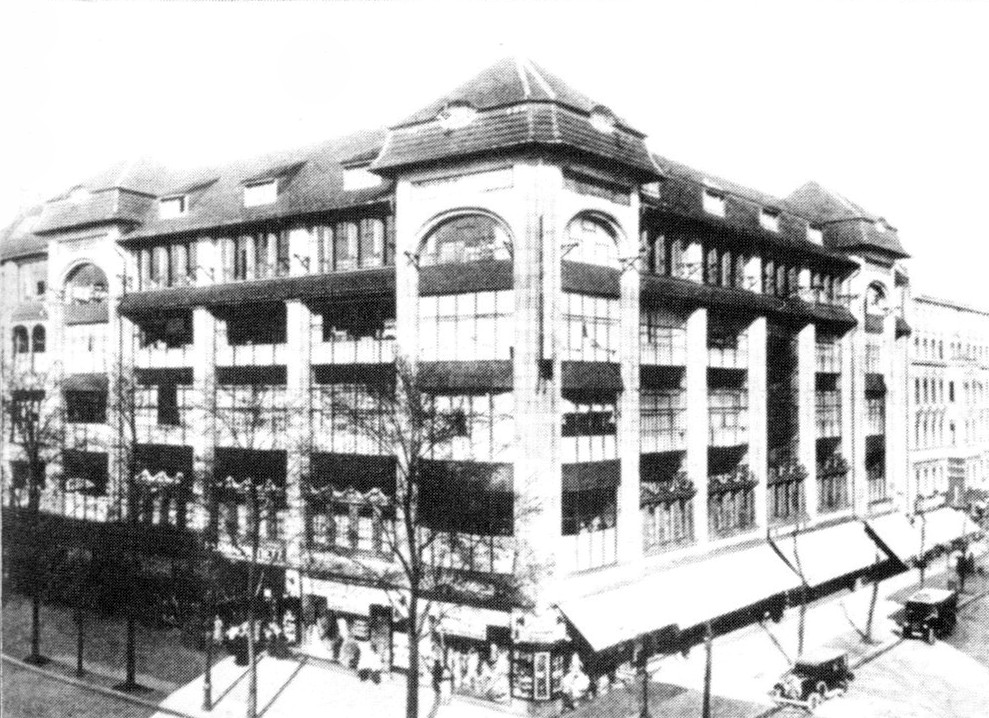
Warenhaus Jandorf, Wilmersdorfer Str., Ecke Pestalozzistraße, um 1920

#### Kaufhaus des Westens

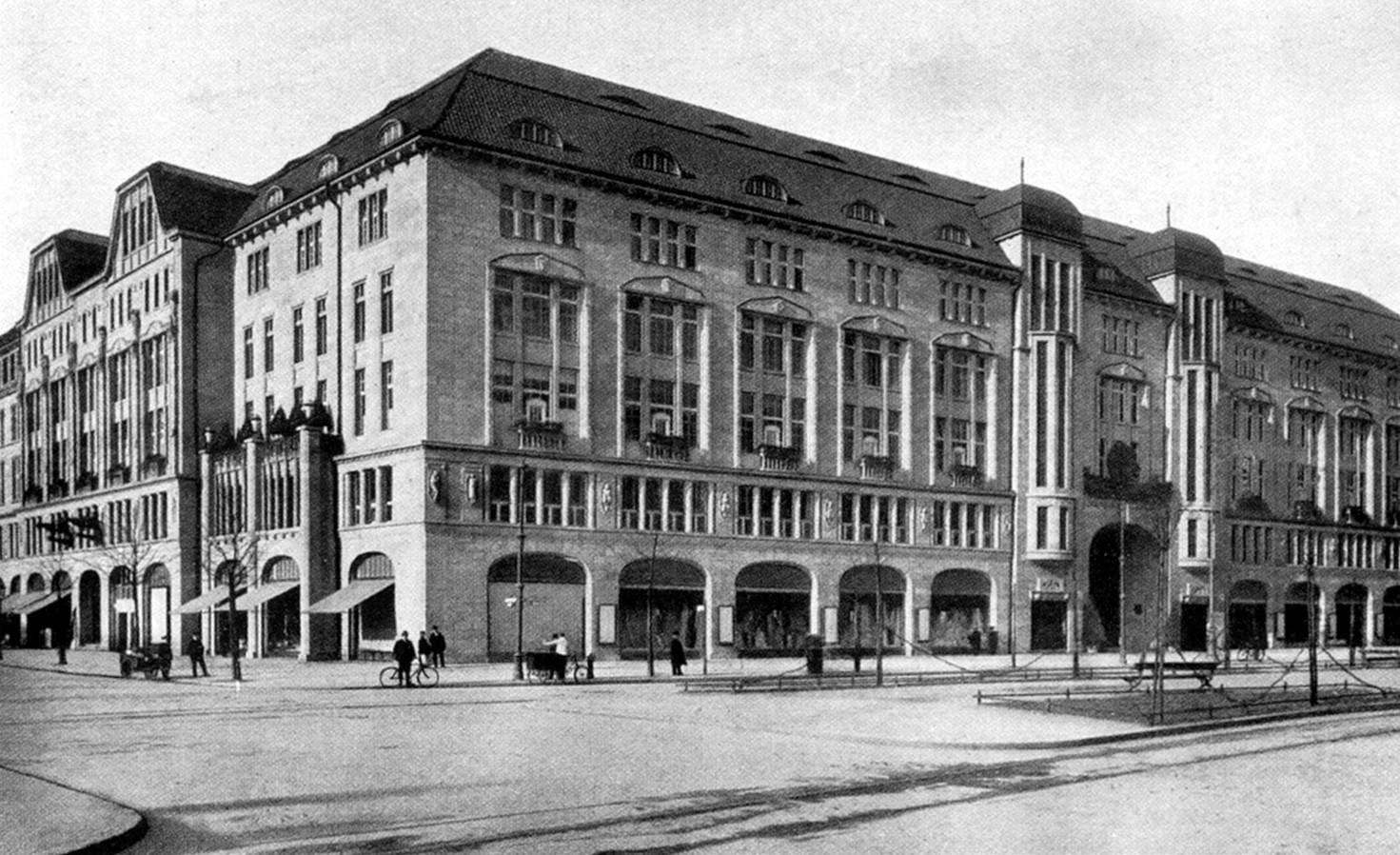
Kaufhaus des Westens, 1907

Jandorfs siebtes und letztes Warenhaus machte Geschichte. Bis dahin hatte er den handfesten Bedarf der einfachen Leute bedient, nun sollten es die gehobenen und höchsten Konsumwünsche der wilhelminischen Elite sein. Für das Kaufhaus des Westens (KaDeWe) wurde 1905 eine eigene Gesellschaft mit beschränkter Haftung von M. J. Emden Söhne mit 79.000 Mark und Kaufmann Hermann Knauer mit 1.000 Mark gegründet. Jandorf hielt sich zunächst im Hintergrund, erst im September 1906 steuerte er mit 1.921.000 Mark den Hauptanteil bei; die Kreditfinanzierung übernahm die Deutsche Bank. Um den Qualitätssprung vom Volkswarenhaus zum Luxuswarenhaus zu unterstreichen, verzichtete er auf seinen Namen im Titel des Warenhauses.
Als Standort wählte Jandorf die Grenze zwischen den damals selbstständigen Städten Charlottenburg und Schöneberg am Ende der Tauentzienstraße. Durch die unmittelbare Nähe zum U-Bahnhof Wittenbergplatz und mehreren Straßenbahnlinien war er verkehrsgünstig gelegen und auch dahingehend vorausschauend, dass beim Zusammenwachsen der Städte zu Groß-Berlin hier ein zukünftiger Verkehrsknoten lag. Der Jandorf zugeschriebene Ausspruch „Wat een juter Standort is, bestimme ick“ lässt sich jedoch mit keiner Quelle belegen. Zwischen der Ansbacher und der Passauer Straße mussten zuvor einige Wohnhäuser abgerissen werden, danach wurde innerhalb eines Jahres das Warenhaus gebaut. Der Architekt, Johann Emil Schaudt, plante den Entwurf mit fünf Stockwerken und einer schmucklosen sachlichen Fassade aus fränkischem Muschelkalk. Kaufmann Hermann Knauer errichtete das Gebäude mit seiner Firma Boswau & Knauer. Innenarchitekt Franz Habich, der zuvor das Münchner Warenhaus Oberpollinger ausgestattet hatte, übernahm die als edel, modern und gediegen bezeichnete Innenausstattung mit Holztäfelung und Naturstein. Die kleinfenstrige Gliederung der Fassade passte sich an die Struktur der benachbarten Wohnhäuser an und war auch eine Folge einer neuen baupolizeilichen Vorschrift, die eine Warenpräsentation hinter großen Fenstern auf der gesamten Fassade (wie etwa beim Tietz-Warenhaus in der Leipziger Straße) verbot.
Gezielt wurden Führungskräfte anderer Berliner Warenhäuser abgeworben, sodass die Firma A. Wertheim vor dem Kaufmannsgericht in einigen Fällen gegen Jandorf prozessierte. Für die technische Infrastruktur reiste Jandorfs Bruder Moritz nach London, um das Rohrpostsystem und neue Verkaufstechniken zu studieren. Zwar wurde daraufhin eine Rohrpostanlage für die Kassen mit insgesamt 18 km Länge und Zentralkasse installiert, doch erwies sich das Verkaufstalent von Hersteller Lempson größer als die Funktionsfähigkeit des Systems. Eine hohe Reparaturanfälligkeit der Leitungen, die eine häufige Anreise von britischen Technikern notwendig machte, bewirkte ihren Ersatz durch Registrierkassen schon nach wenigen Jahren. Von den Kunden geschätzt und von den Kleinhändlern beklagt waren die zusätzlichen Dienstleistungen, die das KaDeWe neben dem Warenverkauf in 120 Abteilungen auch im Angebot hatte: „Frisiersalons für Damen und Herren, das Reisebüro, die Wechselstube, Erfrischungs- und Teeräume sowie Photographisches Atelier und Leihbibliothek.“
Am 27. März 1907 fand nach einer Anzeigenkampagne in den Tageszeitungen mit erstmals großformatigen von August Hajduk im Jugendstil ausgeführten Graphiken die Eröffnung statt. Im August 1907 hielt sich König Chulalongkorn, Rama V. von Siam, mit seinem Gefolge zu einem zweitägigen Einkauf im Kaufhaus des Westens auf, dinierte dabei aufwendig im sogenannten Fürstenzimmer und gab insgesamt 250.000 Mark aus. Der Besuch symbolisiert die stillschweigend erhoffte Aufwertung des KaDeWe durch den Hochadel, die Eindruck auf Hofstaat, Bürgertum und Beamtenschaft machte. Rama V. verlieh Jandorf zum Dank den Weißen Elefantenorden und ernannte ihn 1912 zum Honorarkonsul von Siam.

### Angriffe von Einzelhändlern und Antisemiten
Die Kaufhausgruppe Jandorf, der Wertheim-Konzern, die Hermann-Tietz-Gruppe sowie die Kaufhäuser von Rudolph Karstadt waren geschäftlich sehr erfolgreich. Die hohen Umsätze gingen zu Lasten des Einzelhandels. Dieser versuchte vergebens, mit vielerlei Maßnahmen dem wachsenden Kundeninteresse an den großen Kaufhäusern entgegenzuwirken. „Neid, Missgunst und zunehmend offene, organisierte Angriffe begleiteten den Siegeszug der Warenhäuser in Deutschland vom ersten Tage an.“ Händler mit kleinen Ladengeschäften konzentrierten ihre Abwehr gegen diese neue Betriebsform in Interessenverbänden wie dem Zentral-Vorstand Kaufmännischer Verbände und Vereine Deutschlands. Es gelang diesen Kräften, in den Landesparlamenten von Sachsen 1897 und 1911 in Hessen sogenannte Warenhaussteuern gesetzlich verankern zu lassen. Auch in Preußen hatten entsprechend dem preußischen Warenhausgesetz vom 18. Juni 1900 alle Handelsunternehmen, die mehr als zwei von vier willkürlich bestimmten Warengruppen anboten und über 400.000 Mark umsetzten, eine nach Umsatz gestaffelte Zusatzsteuer zu entrichten. Häufig wurde über den Weg baupolizeilicher Verordnungen versucht, den Bau weiterer Warenhäuser einzuschränken. So etwa kam 1906 ein Gesetzesantrag im Preußischen Landtag zur Vorlage, wonach wegen Feuergefahr kein Verkauf mehr oberhalb des ersten Stockwerks stattfinden sollte.
Hinzu kamen antisemitische Schmähungen in der Presse, da die Betriebsform des Warenhauses binnen weniger Jahrzehnte mehrheitlich von jüdischen Familienunternehmen geführt wurde. 1932, ein Jahr vor der NS-Zeit, waren 25 % der deutschen Kaufleute im Einzelhandel jüdischer Herkunft, während der Anteil bei den Warenhausinhabern bei 79 % lag. Um solche Anfeindungen besser parieren zu können, initiierte Oscar Tietz im Februar 1903 die Gründung des Verbands Deutscher Waren- und Kaufhäuser; Jandorf übernahm einen Sitz im Präsidium.
Zur Überprüfung der Berechtigung von Anfragen für Ordensverleihungen an Jandorf wurde eine Akte im Berliner Polizeipräsidium angelegt. In ihr spiegele sich, so Jandorfs Biograf Busch-Petersen 2008, das Bemühen des deutschen Judentums insgesamt um gesellschaftliche Anerkennung. Das Delegieren der Ordenswürdigkeit in die polizeiliche Zuständigkeit entsprach den üblichen Ressentiments gegenüber jüdischen Kaufleuten. Die Eintragungen in Jandorfs Akte dokumentieren eine große Empfänglichkeit gegenüber allen negativen Gerüchten und neigen dazu, Schenkungen und Spenden für soziale Einrichtungen abzuwerten wie etwa für den Deutschen Verein für Kinderasyle oder für die Hoftheater in Gotha und Detmold. Im April 1916, während des Ersten Weltkrieges, forderte Polizeipräsident Traugott von Jagow in einem Vermerk, Jandorf zum Militärdienst einzuberufen, um „wenigstens einen kleinen Teil der schweren Schuld, welche er, wenn auch nicht juristisch, so doch moralisch auf sich geladen hat, mit seinem Blute abzuwaschen.“ Dem Ansinnen vorangegangen waren Schiebereien mit minderwertigen Militärstiefeln an die österreichische Armee, die ohne Jandorfs Wissen von zwei firmenfremden Kaufleuten eines Lieferkonsortiums begangen worden waren. Nach Jagows Weggang 1916 nach Breslau kam es nicht mehr zu einer Einberufung. Vom preußischen Staat erhielt Jandorf zeitlebens keine offizielle Anerkennung seiner Verdienste; ein Verdienstkreuz für Kriegshilfe wurde auf Betreiben von Jagow wieder eingezogen. Der Titel des Kommerzienrates war Jandorf 1910 vom bayerischen König verliehen worden, nicht vom preußischen. Zahlreiche Ehrenbezeugungen aus den deutschen Bundesstaaten und dem Ausland wie etwa dem japanischen Orden des Heiligen Schatzes bekundeten Jandorfs guten Ruf.

### Verkauf der Warenhäuser
Als 1926 Jandorfs Geschäftspartner M. J. Emden Söhne ihre 19 Warenhäuser an die Rudolph Karstadt AG verkauften, folgte bald sein Entschluss, seine Warenhäuser ebenfalls zu veräußern. Die Jandorf-Gruppe beschäftigte zu diesem Zeitpunkt über 3000 Angestellte und hatte einen Wert im hohen zweistelligen Millionen-Bereich.
Am 2. Dezember 1926 verkündeten die Firmen A. Jandorf & Co. und Hermann Tietz oHG in einem gemeinsamen Kommuniqué, dass zum Jahreswechsel 1927 alle Warenhäuser und Grundstücke der Firma Jandorf in den Besitz von Tietz übergehen würden. Die Firmengruppe Hermann Tietz OHG wurde dadurch mit 300 Millionen Reichsmark Jahresumsatz 1928 zum größten Warenhauskonzern Europas.

### Familie
Zur Leitung seiner Filialen holte Adolf Jandorf vier seiner Brüder nach Berlin: Karl (17. Dezember 1872–1943, 1939 Emigration), Robert (1875–1958), der eigentlich Rabbiner werden wollte, Moritz (1879–?) und, als Konzern-Justitiar, den promovierten Rechtsanwalt Julius (1883–1962). Robert, Moritz und Julius lebten mit ihm in seinem Haus in der Augsburger Straße 23 im Bayerischen Viertel. Auch der Vater lebte seit dem Tod seiner Ehefrau Rika im Oktober 1899 bei Adolf.
Am 24. November 1920 starb Adolf Jandorfs Ehefrau Margarete. Im Herbst 1928 heiratete er die evangelisch getaufte Helene Lehmann (1902–1965), die vor der Hochzeit zum Judentum konvertierte. Jandorf starb 1932 an den Folgen einer Blinddarmentzündung. Er wurde auf dem Jüdischen Friedhof in Berlin-Weißensee (Abteilung T 2) beigesetzt.
Sohn Harry hatte noch in Berlin geheiratet und emigrierte 1932 nach Amsterdam und später nach Los Angeles. Dort konnte das Ehepaar nach Vorlage eines Dokumentes ihrer polizeilichen Abmeldung aus Berlin die US-amerikanische Staatsbürgerschaft erwerben. Adolf Jandorfs Geschwister wanderten ebenfalls in die USA aus. Am 4. und 5. März 1936 wurden Mobiliar, Gemälde und Bibliothek ihres Wohnhauses am Lützowplatz von Rudolph Lepke’s Kunst-Auctions-Haus versteigert.
Adolfs Frau Helene emigrierte 1937 in die Niederlande, wo sie fortan im Hotel Wittebrug in Den Haag wohnte. Im Jahr 1938 erwarb der Schauspieler Heinz Rühmann über einen Mittelsmann für 40 % des regulären Wertes das Sommerhaus Jandorfs am Kleinen Wannsee. Harry Jandorf hatte für seinen Vater ein Holzhaus im skandinavischen Landhausstil entworfen, das von der Holzbaufirma Christoph & Unmack errichtet worden war. Im Zweiten Weltkrieg brannte das Haus ab. Eine Klage Helene Jandorfs auf Erstattung des vollständigen Verkehrswerts wurde 1952 vom Landgericht Berlin abgewiesen.

### Ehrungen und Gedenken

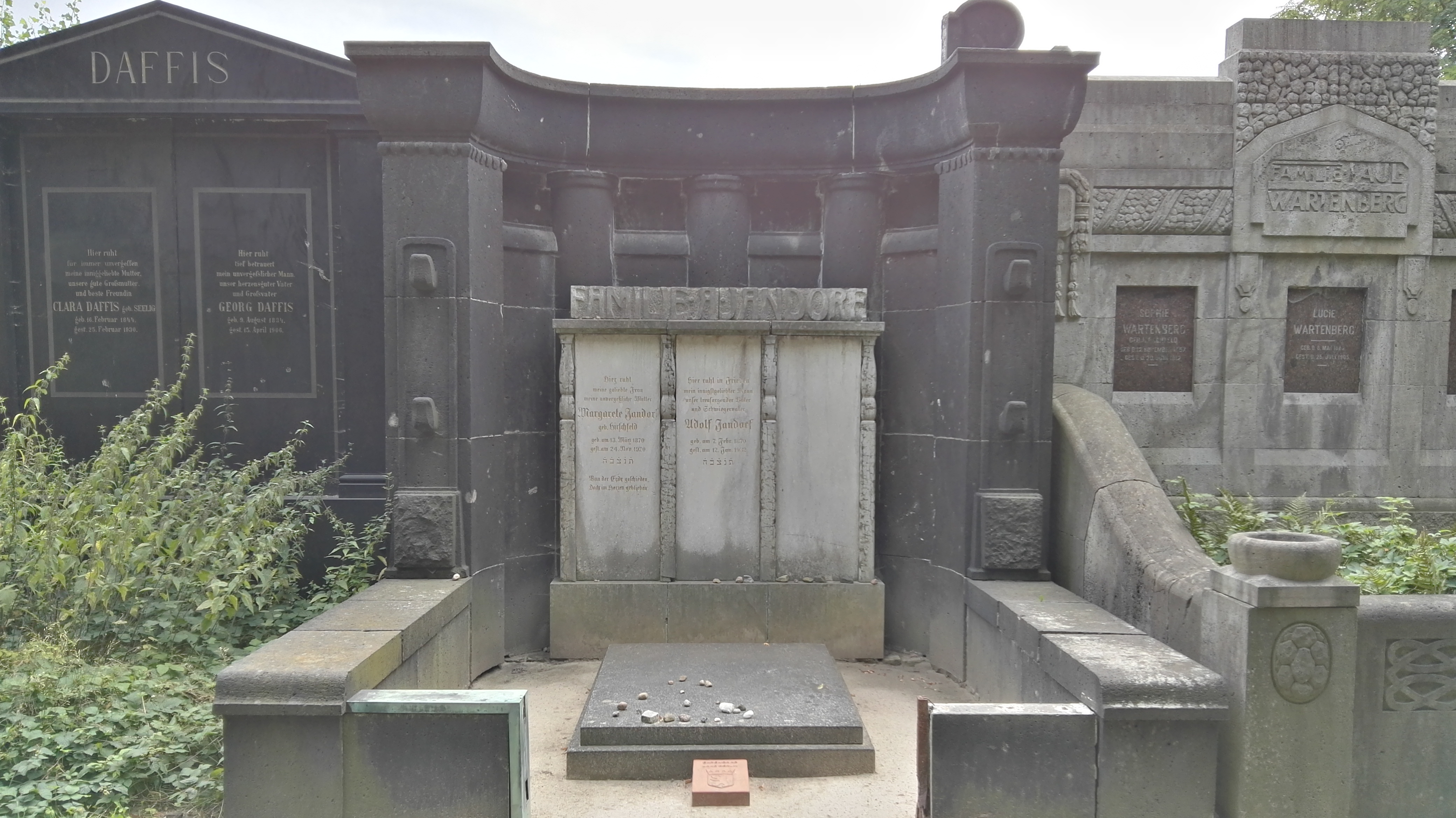
Familiengrab Jandorf auf dem Jüdischen Friedhof Berlin-Weißensee mit Berliner Ehrentafel, 2016

Adolf Jandorf bekam etliche ausländische Auszeichnungen, so unter anderem den Orden vom Weißen Elefanten V. Klasse aus Siam, den oben genannten Orden des Heiligen Schatzes aus Japan, den kaiserlichen Sonnen- und Löwenorden aus Persien, den St.-Sava-Orden aus Serbien, den Maria-Victoria-Orden aus Spanien, den Bulgarischen Verdienstorden, den Leopold-Orden, den des Fürsten von der Lippe sowie den Franz-Joseph-Orden aus Österreich. Hinzu kamen die Verdienstmedaille aus Montenegro, die Bayerische Ludwigsmedaille und das Offizierskreuz des Württembergischen Friedrichsordens. Offenbar handelte es sich dabei um die Anerkennung von Jandorfs weltweiten Handelsbeziehungen.
Wegen seiner vielen Spenden, mit denen Jandorf seinen Heimatort bedacht hatte, wurde er 1908 zum Ehrenbürger von Hengstfeld ernannt. Die Ehrenbürgerschaft hatte auch während der NS-Diktatur Bestand, was der NS-Bürokratie verschwiegen worden war. Zur 100-jährigen Ehrenbürgerschaft stiftete die Stadtverwaltung in Hengstfeld am 14. September 2008 eine Gedenktafel. Sie befindet sich am ehemaligen Rathaus bei der Kirche. Weiterhin wurde im Ort eine Straße nach Adolf Jandorf benannt. Berlin wies nach dem Mauerfall sein Grabmal als Ehrengrab aus.

## Zitate
„Adolf Jandorf ist ‚der Typ des modernen, sehnigen, widerstandskräftigen Selfmademan von einer kolossalen Energie, verbunden mit schneller Auffassungsgabe und leichter Anpassungsfähigkeit in seinen geschäftlichen Entschlüssen.‘“

„Bienenfleiß und Emsigkeit, Selbstdisziplin und Ehrgeiz, das waren auch die zutreffenden Attribute für den erfolgreichen Kaufmann Adolf Jandorf.“